# سبايك ألبرشت
سبايك ألبرشت (24 أغسطس 1992 في الولايات المتحدة - ) (بالإنجليزية: Spike Albrecht)‏ هو لاعب كرة سلة أمريكي في مركز هجوم خلفي. لعب مع Michigan Wolverines men's basketball ‏.

## وصلات خارجية
- سبايك ألبرشت على موقع كلية كرة السلة في سبورتس رفرنس.كوم (الإنجليزية)
- سبايك ألبرشت على موقع ريلجم (الإنجليزية)
- سبايك ألبرشت على موقع بروبوليرز (الإنجليزية)